# Gerry Cosby
Gerard Finton David Cosby (* 15. Mai 1909 in Roxbury, Massachusetts; † 26. November 1996 in Stockbridge, Massachusetts) war ein US-amerikanischer Eishockeytorwart.

## Karriere
Cosby war Mitglied der Massachusetts Rangers, die das Team USA bei der Weltmeisterschaft 1933 vertraten. Cosby spielte ein herausragendes Turnier mit lediglich einem Gegentor in fünf Partien und wurde nach einem Finalsieg gegen Kanada Weltmeister.
Auch bei der Weltmeisterschaft 1938 war er im Einsatz. Eine Anfrage, sein Land bei den Olympischen Winterspielen 1936 zu vertreten, lehnte er aus beruflichen Gründen ab.
Auf Vereinsebene stand Cosby für die New York Rovers aus der Eastern Hockey League und den britischen Verein Wembley Lions auf dem Eis.
Cosby galt als Torhüter mit guten Reflexen, auch sein Stockspiel wurde hervorgehoben.
Noch vor seinem Karriereende als Spieler wurde Cosby als Geschäftsmann tätig. 1938 gründete er die Gerry Cosby & Co. mit Hauptsitz im Madison Square Garden. Neben seinem Einzelhandelsgeschäft belieferte das Unternehmen Amateur- und Profimannschaften in ganz Nordamerika mit Eishockeyausrüstung.
1997 wurde er mit der Aufnahme in die IIHF Hall of Fame geehrt.

## Erfolge und Auszeichnungen
- 1933 Goldmedaille bei der Weltmeisterschaft